# Velo blato
Veliko blato je zaštićeni ornitološki rezervat ptica močvarica u Hrvatskoj. Ornitološkim rezervatom proglašen je 1988. godine. Prostire se na površini od 462 hektra. Nalazi se na južnom dijelu otoka Paga između Povljane, Dinjiške i Vlašića.  Do Velikog blata može se doći asfaltiranom cestom koja vodi prema mjestu Vlašići.
Veliko blato velika otvorena vodena površina. Depresija je sa slatkom vodom. Ovdje je zabilježeno 168 vrsta ptica, od kojih ističemo sive čaplje, bijele čaplje, crne liske, male gnjurce, ćubaste gnjurce, bukavce, ibise, patke kreketaljke, patke njorke, bijele žličarke, eje livadarke, velike ševe i pozviždače. Veliko blato vrlo je bitno za određene vrste ptica močvarica jer je posljednje mjesto u Europi na koje mogu sletjeti na svom putu prema jugu. Ostalu faunu čine slatkovodne ribe. Zbog tih povoljnih uvjeta obitelj Košćina uredila je Veliko blato u ribogojilište koje je bilo jedno od prvih ribogojilišta u Europi. Floru čine trske, šeševi, sitovi i druge močvarne vrste. Južnu stranu blata karakteriziraju kamenjarske vrste biljaka.
Slatkolovni ribolov je dopušten uz dozvolu koju izdaje Turistički ured.
Planira se proglasiti parkom prirode slivno područje jezera Velo blato i područje do Dinjišćarskog polja, što bi obuhvatilo i Povljansko polje te Malo blato za koje još nije definirano slivno područje.

## Vanjske poveznice
- Turistička zajednica Grada Paga  Arhivirana inačica izvorne stranice od 8. lipnja 2017. (Wayback Machine) Velo blato, 9. siječnja 2013.